# Archilestris
Archilestris is een vliegengeslacht uit de familie van de roofvliegen (Asilidae).

## Soorten
- A. capnoptera (Wiedemann, 1828)
- A. excellens Enderlein, 1914
- A. geijskesi Papavero & Bernardi, 1974
- A. magnificus (Walker, 1854)
- A. wenzeli Papavero & Bernardi, 1974